# Hôpital du Scorff
LHôpital du Scorff est un hôpital situé à Lorient regroupant sur un même site différents services auparavant dispersés dans la région de Lorient.

## Historique

### Projet de nouvel hôpital
Un projet de construction de nouvel hôpital voit le jour à Lorient en 1998, il s'agit alors de remplacer l'ancien hôpital de Bodélio vieillissant, et de pallier la fermeture de l'hôpital des armées Calmette. La décision de lancement du projet est prise en 2000, et plusieurs sites sont envisagés. 
Une implantation proche du centre de Lorient est proposée, mais plusieurs responsables politiques ou sociaux s'y opposent, préférant une implantation à Hennebont dans le quartier de La Montagne du Salut. Quatre recours sont déposés par ces derniers auprès du tribunal administratif, mais sont rejetés, le dernier en 2004.

### Construction
Les premières études sont lancées en 2006, et le chantier commence en janvier 2009. Le coût initial envisagé chiffré à 203 millions d'€ est finalement revu à la hausse avec un cout final estimé de 223 millions d'€. Le chantier est alors le plus important de la région Bretagne, et le plus important que connait la ville de Lorient depuis la reconstruction,.

## Architecture

### Architecture du bâtiment
Telle une vague, la longue façade blanche du nouvel hôpital de Lorient déroule ses grandes ondulations pour offrir aux patients un panorama à la fois sur le centre ville et sur le Scorff.
Organisé sur un concept qui identifie et autonomise les volumes des grandes fonctions (hébergement, plateaux techniques, logistique), le projet propose ainsi, tout en respectant leurs proximités fonctionnelles, une dimension rassurante pour les patients ainsi qu’une évolutivité maximale et la facilité d’extension par secteurs indépendants.

### Aménagement extérieurs
L'hôpital impose lors de sa création d'aménager ses abords de manière à faciliter son accès. L'accès nord est fait de manière à permettre un accès via la route nationale 165 en longeant les rives du Scorff ; au sud une nouvelle entrée est mise en place en récupérant des terrains occupés par la DCNS ; à l'ouest l'accès de l'ancien hôpital des armées est réutilisé ; à l'est, l'accès est structuré autour du pont des Indes.